# Blood Bowl
Blood Bowl è un gioco da tavolo di miniature creato da Jervis Johnson per l'azienda britannica Games Workshop come parodia del football americano. Il gioco venne messo in commercio per la prima volta nel 1986 e da allora è stato ripubblicato in nuove edizioni. Blood Bowl è ambientato in un universo fantastico simile, ma non identico, a quello di Warhammer Fantasy, popolato da tradizionali personaggi della letteratura fantasy quali: guerrieri umani, goblin, halfling, elfi, orchi e troll.
Idealmente Blood Bowl prende parte in una versione "alternativa" dell'Old World, lo scenario in cui hanno luogo sia le battaglie del wargame tridimensionale Warhammer Fantasy Battle che le avventure del gioco di ruolo Warhammer Fantasy Roleplay, con la differenza che in questa ambientazione i canoni e le convenzioni del fantasy sono sovraimposti ad aspetti dello sport professionistico e della vita moderna per generare effetti comici e parodistici, esattamente come lo show animato de Gli antenati si faceva burla delle convenzioni della vita suburbana americana ambientandola in una improbabile 'Età della Pietra'.

## Regole di base
Blood Bowl è un gioco a turni di "football fantasy" per due giocatori, che usa tipicamente miniature da 36 mm per rappresentare i giocatori sul campo. Lo scopo del gioco è segnare dei touchdown facendo sì che un proprio giocatore oltrepassi la linea di meta con la palla. La squadra con il maggior numero di touchdown alla fine della partita è la vincitrice. Un tabellone contenente una griglia di caselle rappresenta il campo e il gioco si sviluppa usando dadi, carte e gettoni.
Il termine Blood (cioè "sangue") nel nome del gioco descrive la violenza delle azioni che possono essere effettuate dai giocatori. Il gioco è basato su un ibrido di football americano, rugby e sport fittizi ultra-violenti come Rollerball o Speedball. I giocatori possono tentare di ferire e mutilare gli avversari per rendere più semplice il compito di segnare i touchdown riducendo il numero dei giocatori avversari.
Gli stessi giocatori sono tratti da razze fantasy e hanno caratteristiche che riflettono le abilità delle loro razze. Gli elfi sono tipicamente veloci e abili nel segnare, mentre i nani e gli orchi sono più portati a uno stile di gioco più duro e fisico. I giocatori sono inoltre divisi in ruoli in maniera similare a quanto avviene per le posizioni del football americano: lanciatori (corrispettivo dei quarterback del football americano), ricevitori (equivalenti dei ricevitori), blitzer, giocatori di linea o altri.

## Leghe
Le leghe sono il fondamento su cui si basa il Blood Bowl. Sono generalmente composte da giocatori provenienti dalla stessa città o provincia e che si riuniscono con una certa frequenza per creare una sorta di campagna, ovvero una serie di competizioni in cui le squadre giocano l'una contro l'altra per un certo periodo di tempo (regular season) per poi essere qualificate ad una fase finale ad eliminazione diretta (playoffs). La vincitrice della finale di lega viene incoronata "Campione della Lega". Giocando una lega i giocatori guadagnano esperienza ed abilità addizionali, e possono migliorare le loro caratteristiche accumulando "Star Player Points" (SPP); possono inoltre subire degli infortuni cronici o guarire da infortuni subiti nelle partite precedenti. Le più importanti leghe di Blood Bowl italiane sono a Bologna, Lucca, Modena, Roma, Firenze, Parma, Pescia, Pisa, Milano e Napoli.
Le leghe sono i nuclei attorno a cui si creano i gruppi di gioco; nel corso degli anni in Italia molti gruppi sono nati e si sono sviluppati, mentre altri hanno poi cessato la propria attività. I gruppi di gioco più famosi e riconoscibili in Italia sono: i Minotarri (Torino), Aerel (Pavia), Alfea (Pisa), i Predatori (Firenze), i Knights (Prato), Bolognabowl (Bologna), Luccini (Lucca), Goodstone (Pescia) e Miragliano (Milano).

## Tornei
I tornei sono invece un fenomeno relativamente nuovo ed in continua espansione; sono eventi della durata di uno o due giorni "intensivi", nei quali si disputano tre gare al giorno, in cui un grande numero di giocatori di Blood Bowl si raduna per giocare gli uni contro gli altri per diventare i campioni di quel torneo. Questa forma di gioco ha regole particolari, diverse da quelle delle leghe. Per la gestione e la registrazione dei risultati dei tornei è nata, all'inizio degli anni 2000, la NAF (Nuffle Amorical Football): partendo da pochi utenti registrati è stata varcata la soglia dei 40.000 iscritti a Dicembre 2024. 
I più importanti e storici tornei italiani sono la Tilean Team Cup (Campionato Italiano a squadre, con sede che varia di anno in anno e si disputa in primavera),l'Harpastum (Firenze, Febbraio) la Triple Skull Team Cup (Modena, generalmente a Settembre), la Royal Rumble (Carpi, Gennaio), il Fulginium Bowl (Foligno, Febbraio/Marzo), il Colossevm (Roma, generalmente a Giugno), l'Italian Open (Bologna, Settembre o Ottobre), il Dolphin's Shield (Pescia, Luglio), la Luccini Summer Cup (Lucca, generalmente a Luglio) e la 24 Ore (Correggio, ma spostatasi negli ultimi anni a Firenze o Bologna, Luglio). Negli ultimi anni sono comparsi sulla scena molti nuovi tornei che stanno rinnovando il panorama nazionale. Sarebbe complesso elencarli tutti, ma tra questi possiamo menzionare tornei di 2 giorni come l'Aerel Tag Team (torneo a coppie che si tiene a Pavia in Aprile), Il Vaso di Pandora (Pisa, Settembre), l'Infernotbowl (Casale Monferrato, Aprile) e tornei di 1 giorno come la Giostra Guelfa, la Game Cup, il FirenzeGiocaBlitz, il Maze Blood Bowl (tutti di Firenze e Prato, date variabili), il Botte di Compleanno, il Botte di Natale (entrambi a Pescia, Marzo e Dicembre), le Sabbie del Tempo e il Bomba Bowl (entrambi a Langhirano, Agosto e Giugno), la Miragliano's Cup (Milano, Novembre) e la Zhufbar Winter Cup (Roma, Novembre).
Il torneo più importante al mondo è la NAF World Cup, un torneo a squadre composte da 6 giocatori che si disputa ogni quattro anni. La NAF World Cup I è stata disputata a Nottingham nel 2007 con 272 partecipanti. La NAF World Cup II si è tenuta ad Amsterdam nel 2011 con la partecipazione di 480 giocatori. La terza edizione si è disputata in Italia, a Lucca, dal 6 all'8 novembre 2015 con 912 giocatori grazie all'organizzazione dall'associazione LudoLega Lucchese. Nel 2019 il Mondiale si è disputata a Dornbirn, in Austria: la NAF World Cup IV ha visto una partecipazione di 1.428 giocatori. Nel 2023  la NAF World Cup V si è tenuto ad Alicante in Spagna dal 8 al 10 Settembre con la partecipazione di 2.254 giocatori suddivisi in 372 squadre (record mondiale di partecipanti ad un singolo torneo di un gioco della Games Workshop).
Ecco i podi dei 5 Mondiali tenutisi fino a ora:
World Cup I - 2007 (Nottingham, Inghilterra)
Vincitori: Les Azes (Francia)
Secondo posto: Aros Super Stars (Danimarca)
Terzo Posto: FranceBloodBowl (Francia)
World Cup II - 2011 (Amsterdam, Paesi Bassi)
Vincitori: Waterbowl (Inghilterra)
Secondo posto: Team Argentina (Danimarca)
Terzo Posto: Lutece Noobz (Francia)
World Cup III - 2015 (Lucca, Italia)
Vincitori: Masters of Tilea (Italia)
Secondo posto: Latino Lovers (Danimarca)
Terzo Posto: Pilous (Francia)
World Cup IV - 2019 (Dornbirn, Austria)
Vincitori: Amicale du Push Push (Francia)
Secondo posto: Holy Six (Italia)
Terzo Posto: Unqualified (Germania)
World Cup V - 2023 (Alicante, Spagna)
Vincitori: Les Azes (Francia)
Secondo posto: COCORIPOW (Francia)
Terzo Posto: I Predatori di Atlantide (Italia)
La prossima World Cup VI si terrà nel 2027 a Malta. Altro torneo molto importante è l'Eurobowl, dove ogni nazione europea seleziona i suoi migliori otto allenatori. Si è disputata ogni anno, a partire dal 2003, ad eccezione degli anni in cui si è giocato la World Cup. L'Italia ha conquistato al momento 3 volte il titolo europeo: nel 2005, nel 2008 e nel 2009. All'Eurobowl si affianca l'Europen dove altre squadre si possono iscrivere liberamente. L'Europen era nato come torneo per giocatori singoli nel 2010 per poi diventare a squadre di 3 giocatori a partire dal 2014 e a squadre di 4 giocatori dal 2022. L'Italia può vantare 2 vittorie all'Europen nel 2017 e nel 2018, oltre a un secondo e terzo posto nel 2024 su ben 108 squadre giocanti.
In Italia i Tornei che hanno registrato il maggior numero di partecipanti sono stati la già citata NAF World Cup III di Lucca (2015) con 912 partecipanti, la Tilean Team Cup di Genova (2024) con 224 partecipanti e la Tilean Team Cup di Firenze (2025) con 185 partecipanti.

## Storia

### Prima edizione (1987)
La prima edizione di Blood Bowl fu pubblicata nel 1987 ed era un semplice gioco che usava molti elementi dei giochi da tavolo della Games Workshop, come il concetto di "ferite" (che permetteva ai giocatori di rimanere attivi finché non arrivassero a zero), e la psicologia (come la "paura" e l'"odio"). Le rappresentazioni dei giocatori contenute nella scatola della prima edizione erano piccoli pezzi di cartone rettangolare illustrati con il disegno fronte/retro del giocatore che rappresentava, essi dovevano venire piegati a metà e poi fissati su di un sostegno di plastica morbida in maniera da ricavarne una pedina, esattamente come richiedeva di fare il contemporaneo (ed allora molto popolare) wargame futuristico Battletech prodotto dall'americana FASA corporation.

#### Caratteristiche
Ogni giocatore aveva le seguenti caratteristiche, con un valore variabile tra 1 e 10 (maggiore è il valore, migliore è la caratteristica):
- Movement Allowance (movimento) (MA): rappresenta il numero massimo di caselle di cui può muoversi un giocatore.
- Combat Skill (abilità di combattimento) (CS): rappresenta l'abilità di un giocatore ad attaccare o schivare un avversario.
- Throwing Skill (abilità di passaggio) (TS): rappresenta l'abilità di un giocatore a lanciare la palla a un proprio compagno di squadra.
- Strength (forza) (ST): rappresenta la potenza fisica di un giocatore, ed è usata per ferire gli avversari colpiti dagli attacchi.
- Toughness (resistenza) (TH): rappresenta la resistenza fisica di un giocatore.
- Wounds (ferite) (WD): quasi tutti i giocatori hanno una sola ferita, ma quelli incredibilmente resistenti possono averne un numero superiore.
- Attacks (attacchi) (AT): rappresenta il numero di attacchi che un giocatore può effettuare; solo i giocatori più abili posseggono un numero di attacchi superiori a 1.
- Cool (freddezza) (CL): rappresenta l'abilità di un giocatore a rimanere calmo e concentrato sotto pressione, ed è usata quando un giocatore tenta di ricevere la palla.

Quest'edizione utilizzava anche la psicologia come in Warhammer, e in particolare le seguenti caratteristiche psicologiche:
- Paura: per entrare nell'Area di Placcaggio dell'avversario di cui si ha paura, un giocatore deve tirare due dadi e ottenere un valore minore o uguale della propria freddezza.
- Odio: se un giocatore si trova nell'Area di Placcaggio di un giocatore che odia (avversario o compagno) nella fase di combattimento, deve tirare due dadi e ottenere un valore minore o uguale della propria freddezza, altrimenti deve attaccarlo.
- Animosità: se un giocatore vuole passare la palla a un giocatore verso il quale prova animosità, deve tirare due dadi e ottenere un valore minore o uguale della propria freddezza, altrimenti per quel turno può passare la palla solo a un giocatore della sua stessa razza.

#### Squadre della 1ª edizione
| Campioni della morte (Non-morti) (scheletri, zombi, ghoul, mummie) | Hobgoblin    | Putrefatti di Nurgle                                         |
| Elfi                                                               | Lupi mannari | Slann                                                        |
| Elfi oscuri                                                        | Mezzorchi    | Stelle del Caos (goblin, ogre, troll, minotauri, trogloditi) |
| Eroi della legge (elfi, halfling, nani, umani e uominialbero)      | Nani         | Umani                                                        |
| Goblin                                                             | Norsmanni    | Vagabondi di Albione                                         |
| Halfling                                                           | Orchi        | Vili canaglie (elfi oscuri, hobgoblin, mezzorchi e orchi)    |

Una squadra è formata da 15 giocatori, 7 dei quali devono essere obbligatoriamente uomini di linea.

#### Fuoriclasse
- Arfie Shortzenegger (halfling): può giocare per gli Halfling
- Galak Star-Scraper (gigante): arbitro
- Thrud the Barbarian (umano): può giocare per qualsiasi squadra

### Seconda edizione (1988)
Una seconda edizione fu pubblicata nel 1988, e cominciò a muovere Blood Bowl fuori dai meccanismi dei campi di battaglia di altri sistemi della Games Workshop e verso aspetti più orientati a sport violenti. Le partite si giocavano su un tabellone di polistirene che rappresentava il campo e i giocatori contenuti nella scatola stessa erano miniature di plastica da 28 mm. Per supportare il gioco, la Citadel produsse un set di miniature di metallo per rappresentare giocatori di differenti razze, e supporti addizionali furono forniti dalla Games Workshop sotto forma di scatole di espansioni (Star Players e Blood Bowl Companion). Queste espansioni furono aggiunte alle regole base per creare un gioco vario e talvolta molto lungo che poteva facilmente durare molte ore.

#### Caratteristiche
Ogni giocatore aveva le seguenti caratteristiche, con un valore variabile tra 1 e 10 (maggiore è il valore, migliore è la caratteristica):
- Movement Allowance (movimento) (MA): rappresenta il numero massimo di caselle di cui può muoversi un giocatore.
- Sprint Allowance (scatto) (SP): rappresenta il numero massimo di caselle extra di cui può muoversi un giocatore se scatta.
- Strength (forza) (ST): rappresenta la potenza fisica di un giocatore, ed è usata per contrastare gli avversari.
- Agility (agilità) (AG): rappresenta l'agilità di un giocatore, ovvero l'abilità a schivare i contrasti degli avversari.
- Throwing Skill (abilità di passaggio) (TS): rappresenta l'abilità di un giocatore a lanciare la palla a un proprio compagno di squadra.
- Cool (freddezza) (CL): rappresenta l'abilità di un giocatore a rimanere calmo e concentrato sotto pressione, specialmente quando tenta di ricevere la palla.
- Armour Value (valore di armatura) (AV): rappresenta la quantità e la resistenza dell'armatura indossata dal giocatore.

#### Squadre della 2ª edizione
| Caos        | Non-morti |              |
| Elfi        | Orchi     | Nani Caotici |
| Elfi Oscuri | Skaven    |              |
| Goblin      | Snotling  | Norse        |
| Halfling    | Umani     | Slann        |
| Nani        |           |              |

Una squadra era formata da un massimo di 16 giocatori, di cui solo undici potevano venire schierati contemporaneamente in campo. Orchi, Troll, Minotauri e Uomini-albero contavano come due giocatori 'normali' (umani o umanoidi) mentre gli snotling (versioni lillipuziane mentalmente infantili dei goblin) contavano letteralmente 'mezzo uomo' (ma una squadra di soli snotling poteva schierare sedici pezzi in campo anziché 22).
Certe razze avevano dei ruoli "proibiti", preclusi ad esse per mancanza di requisiti base (ad es. i nani non potevano essere catcher per la statura bassa, gli elfi non potevano avere blocker per la poca massa muscolare). Tuttavia con la pubblicazione del supplemento "Star Player" alcune di queste proibizioni vennero allentate (si introdussero blitzer elfici ad esempio, ma non blocker), inoltre con il "Blood Bowl Companion" si introdusse un nuovo ruolo, quello del calciatore "Kicker", che venne concesso a quasi tutte le razze in sostituzione di uno o due uomini di linea.
Una caratteristica singolare della seconda edizione di Blood Bowl è il costante riferimento, nelle note di background a margine di regole e supplementi, a razze, squadre e tipi di giocatore che non si videro mai "negli effetti", rappresentati da miniature o espansioni loro dedicate: esempio celebre di questo fenomeno erano gli Hobgoblin (menzionati più volte come goblinoidi più imponenti dei piccoli e sfortunati goblin e come giocatori estremamente stupidi e brutali -e perciò popolarissimi coi fans-), la squadra "The Hobgoblin Team", in livrea arancione con una rozza 'X' nera come insegna (nessun hobgoblin era riuscito a elaborare un'insegna araldica migliore!), altri tipi di "mannari" diversi dai lupi (venivano accennati gli Orsi Mannari e la squadra dei Kishargo Werebears) e la squadra del Caos dedita al dio Nurgle ("Nurgle Rotters", che venivano accreditati persino di una finale Blood Bowl disputata -e persa-, contro un team elfico), raffigurata, coerentemente con la mitologia warhammeriana, come un accrocchio di abomini pestilenti e in putrefazione (ma senza che venissero specificate regole speciali per essi, diverse da quelle generiche degli umani e dei nani del Caos).
Questi fatti dimostrano la natura episodica e "scanzonata" dell'attenzione che veniva dedicata al sistema, evidentemente più legata all'estro dei game designer in questione (Jervis Johnson in primis) che non a una strategia pianificata. Tuttavia, la cosa faceva parte dello charme naif della Games Workshop di fine anni ottanta/primi anni novanta, periodo che molti fan, in seguito delusi dalle scelte del gruppo, ricordano come una sorta di "Età dell'Oro".

### Terza edizione (1994)
Blood Bowl subì una sorta di vuoto tra la seconda e la terza edizione ma la nuova versione uscì nel 1994 e cambiò radicalmente il sistema di gioco, con lo scopo di attrarre un pubblico più vasto di giocatori più giovani, che spesso non avevano la costanza o la pazienza di mandare a memoria regole dettagliate o di dirimere casi delicati che potevano venirsi a creare sul tavolo da gioco. Cambiamenti chiave in tal senso furono l'introduzione dei turni di gioco e la regola del turnover, che significava che in molti casi un'azione fallita terminava il turno del giocatore. Questi due cambiamenti, a scanso di una semplificazione che allontanò dal sistema la maggior parte dei fan originali, aumentarono il ritmo del gioco, rendendo raro che un match non si concludesse entro le due ore di gioco.
Nel 1995, la terza edizione di Blood Bowl vinse l'Origins Award come Migliori Regole di Miniature del 1994.

#### Squadre della 3ª edizione
| Caos         | Nani del Caos |
| Elfi alti    | Non-morti     |
| Elfi Oscuri  | Norse         |
| Elfi silvani | Orchi         |
| Goblin       | Skaven        |
| Halfling     | Umani         |
| Nani         |               |

### Quarta edizione: aggiornamenti alle regole e Living Rulebook(2000)
Ci sono stati molti cambiamenti da quando la terza edizione è stata realizzata, guidati dai numerosi giocatori. La versione corrente delle regole è conosciuta come il Living Rulebook e rappresenta il risultato di continui miglioramenti alle regole della terza edizione. Il Living Rulebook è il fondamento in base al quale viene giocato il Blood Bowl ma esistono delle varianti, come risultato di regole casalinghe ideate da persone o gruppi di persone, oppure a causa della transizione in giochi on-line.
Nel 2004 cominciò il lavoro su una nuova versione del gioco, con un'uscita annunciata provvisoriamente per il 2007, nel ventesimo anniversario del Blood Bowl.

#### Squadre della 4ª edizione
Ufficiali:
| Amazzoni     | Halfling      | Nurgle           |
| Caos         | Khemri        | Ogre             |
| Elfi         | Nani          | Orchi            |
| Elfi alti    | Nani del Caos | Skaven           |
| Elfi oscuri  | Necromanti    | Umani            |
| Elfi silvani | Non-morti     | Uomini lucertola |
| Goblin       | Norse         | Vampiri          |

Proposte:
| Bretonniani | Snotling |
| Khorne      | Tzeentch |
| Slaanesh    |          |

### Quinta edizione
In questo capitolo il sistema di gioco continua ad essere sempre più frenetico e intuitivo: vengono affinate e velocizzate le regole che ruotano intorno ai cosiddetti " Big Guy " (personaggi più grandi della media e famosi per la loro notevole forza), anche il sistema di utilizzo delle armi in campo; come motoseghe, coltelli e palle chiodate, viene semplificato.
Come ultimo ritocco una revisionata generale per quelle squadre che non convincevano del tutto nelle edizioni passate. Con il LRB 5 continua la trasformazione di questo appassionante gioco verso metodologie sempre più veloci e immediate, lasciando intatto il sistema di abilità speciali che rendono unica ogni partita

#### Modifiche per le squadre della 5 Edizione
I team proposti in questa ultima edizione sono praticamente gli stessi della penultima edizione; l'innovazione sta nel aggiornamento di alcuni roster rivisitati nelle loro potenzialità:
NecromantiIl lupo mannaro perde l'abilità di ricezione e guadagna quella di rigenerazione. Ciò permetterà agli allenatori di proteggere meno questa veloce macchina da guerra, che in compenso si potrà occupare di meno della palla e più di sfruttare l'abilità furia.
Putrescenti di NurgleI guerrieri putrescenti del dio della peste ricevono un grande aggiornamento nel LRB 5. Prima di tutto la nuova abilità esclusiva dei rotters, una maledizione che permetterà di allungare il proprio roster semplicemente mandando all'altromondo i giocatori avversari. Ad accompagnare questa chicca anche una brutta notizia; per bilanciare la potente abilità ne arriva una in perfetta armonia con il background dei guerrieri di Nurgle. Il decadimento infatti renderà estremamente fragili i vostri giocatori che per ogni infortunio ne subiranno due. Per quanto riguarda la varietà ecco che spuntano dei nuovi uomini di linea che avranno il compito di reggere il vostro fronte per permettere ai giocatori migliori di essere sempre nel centro dell'azione.
GoblinForse le vere stelle del Blood Bowl. Piccoli, agili, deboli ed estremamente fallosi. I piccoli Pelleverde possono essere degli ottimi ricevitori, sfortunatamente sono carenti di persone alte almeno 1m e 60 cm per poter effettuare passaggi precisi. Se nelle passate edizioni i goblin erano consigliati solo per giocatori esperti, stavolta si rendono adatti anche a quei coach che si disinteressano totalmente della palla per portare morte e distruzione sulle file nemiche. Il roster dei Goblin viene allungato notevolmente nel LRB 5: stavolta i motoseghisti, i bombaroli, i fanatici non sono più degli star player come nelle passate edizioni, bensì accessibili fin dall'inizio.
NorseTornati alla ribalta dopo la penombra della passata edizione, i Norsmanni stavolta convincono davvero! L'introduzione dei nuovi Ulfwerener e Troll delle nevi Implementa di molto il loro potenziale d'attacco. I primi sono dei guerrieri particolarmente forti e dotati dell'abilità furia, il secondo è un Big Guy dotato di furia e artigli (unico Big Guy con gli artigli fin dall'inizio). Questa concentrazione spropositata della furia rende ufficialmente i norse il miglior team per lanciare gli avversari fuori dal campo.
Undeadleggero cambiamento per l'accesso alle abilità: le mummie perdono l'accesso alle generali e gli spettri acquisiscono quelle di forza.
CaosLe mutazioni non sono più abilità da acquisire con un doppio!; ciò significa una maggiore varietà nell'evoluzione della squadra e la conferma che stavolta il caos è la squadra che apre le armature avversarie con maggior facilità!
Elfi oscurinuovi esponenti nei loro ranghi: i corridori dotati dell'abilità scaricare rimpiazzano i lanciatori mentre gli assassini saranno pronti ad accoltellare i nemici. Queste leggere modifiche differenziano finalmente gli elfi oscuri dai loro cugini illuminati.
Nanila schiacciasassi non è più uno Star Player!: il vostro nuovo Big Guy vi permetterà di tenere impegnati diversi avversari mentre i restanti bloccatori si occuperanno degli altri.
Ogrei goblin scompaiono per lasciare spazio agli snotling: più piccoli e con meno forza....molto vicini all'inefficacia.

### Sesta edizione: Competition Rules Pack e Living Rulebook 6
Il Living Rulebook, attualmente giunto alla sua sesta edizione, è disponibile presso il sito ufficiale di Blood Bowl sotto il nome di "Blood Bowl Competition Rules".

#### Modifiche per le squadre del CRP
Ci sono alcune modifiche legate all'aggiornamento alla nuova edizione delle regole:
Elfi silvaniil ricevitore perde un punto di movimento, e con esso il titolo di giocatore più sfuggente del Blood Bowl, che viene conquistato dalle pantegane degli Skaven. In compenso gli viene dato scatto, per permettere una copertura del campo analoga alla 5ª edizione, ma con un tiro di dado aggiuntivo.
Goblinbombarolo e motosega non sono più senza mani! Il pogo aumenta il suo costo di ben 30K, portandolo alla pari del fanatico.
Halflingl'uomo albero perde l'abilità solitario. In questo modo potranno essere usati più facilmente per aiutare i piccoli mezz'uomini.
Khemrigli Antichi vengono pesantemente depotenziati in quest'ultimo aggiornamento. Gli scheletri guadagnano pelle dura, che dovrebbe consentirgli maggiore resistenza in campo, ma per contro vedono aumentare il loro costo. Le mummie diventano Guardiani di Tombe, perdono colpo possente e gli viene dato marcio, diventando molto meno aggressive e più fragili, ma per fortuna l'abilità rigenerazione ora consente di annullare entrambi gli infortuni. Il loro costo diminuisce leggermente e guadagnano un punto movimento. Le strategie e il gioco da adottare con questi Antichi devono essere modificati per potere essere giocati efficientemente con questa edizione di regole.
Naniil costo dei loro reroll viene aumentato. Lo schiacciasassi guadagna Solitario, intaccando un po' la solidità dell'efficiente macchina nanica.
Non-mortiin accordo con gli aggiornamenti dei Khemri, anche gli scheletri dei non morti guadagnano pelle dura e un costo leggermente maggiorato. Al contrario, le loro mummie non cambiano le loro caratteristiche ma risentono solo di un leggero aumento di costo.
Putrescenti di Nurglecambiano le regole dell'abilità tentacoli della Bestia, rendendola molto meno efficace.
Skavenil loro big guy (Rattogre) diventa leggermente più economico.
Per tutte le squadre aumentano gli Star Player disponibili ad essere affittati.

### Edizione Blood Bowl 2016 (2016)
Nel novembre 2015, Games Workshop ha annunciato la reintroduzione di Specialist Games e ha annunciato che una nuova versione di Blood Bowl era in fase di sviluppo. Durante il Warhammer Fest di maggio 2016 sono stati annunciati vari elementi della nuova edizione, tra cui un campo a doppia faccia, nuove miniature in plastica e un'uscita iniziale di squadre (Umani, Orchi, Skaven, Elfi, Nurgle e Nani) con future espansioni in fase di sviluppo per aggiungere più squadre al gioco (inclusa una nuova versione di Goblins).

### Blood Bowl Second Season Edition(2020)
Il 27 novembre 2020 Games Workshop ha pubblicato una versione del gioco, con un regolamento aggiornato e due nuove squadre (Nobiltà imperiale e Orchi neri). Il nuovo regolamento introduce la caratteristica di passaggio permettendo un'ulteriore diversificazione dei giocatori che sono specializzati nei lanci. Il sistema di reroll di squadra viene modificato permettendo che ne sia usato più di uno a turno. Gli Starplayers subiscono degli aggiornamenti (diminuzione generalizzata del costo d'ingaggio, miglioramenti di alcune caratteristiche e l'introduzione di un'abilità speciale personalizzata) che li rendono ancora più forti.

## Videogiochi
Dal gioco sono stati creati 4 videogiochi strategici.
- Blood Bowl (1995)
- Blood Bowl (2009)
- Blood Bowl 2 (2015)
- Blood Bowl 3 (2023)